# Uwaga Violet
Uwaga Violet (ang. Watching the Detectives) – amerykański film komediowy z 2007 roku.

## Treść
Neil jest kinomaniakiem zafascynowanym filmami noir. Marzy aby być bohaterem jednego z nich. Pewnego dnia spotyka Violet, która wywraca jego uporządkowany świat do góry nogami. Przypomina mu stereotypową femme fatale z filmów noir. Wkrótce rzeczywistość zaczyna mieszać się z filmową fikcją.

## Główne role
- Cillian Murphy: Neil
- Lucy Liu: Violet
- Heather Burns: Denise
- Jason Sudeikis: Jonathan
- Callie Thorne: Marcia